# Moederland
Een moederland is een staat die het gezag uitoefent over een of meer andere staten, die het heeft gesticht of onderworpen met een koloniaal statuut.

## Geschiedenis
In de Klassieke Oudheid hebben heel wat (vooral grote) Griekse poleis (stadstaten) overzeese steden gesticht, die aanvankelijk afhankelijke volkskolonies zijn, maar vaak al snel het autonoom statuut van polis verwerven, al blijft vaak enige piëteit (zo worden beschermgoden overgenomen en bestaat bloedverwantschap) en verbondenheid, die toch niet noodzakelijk blijvend politiek-militair bondgenootschap garanderen, vooral wanneer verschillende regionale mogendheden hun hegemonie opleggen.
De met Griekse poleis veelal goed vergelijkbare Feniciërs kennen lang een soortgelijk systeem van volkskolonies langsheen de (mediterrane) kusten. Carthago (in modern Tunesië), dat zelf vanuit Tyrus (in modern Libanon) is gesticht, wordt een sterkere staat, die zijn kolonies strikt afhankelijk houdt als maritiem-imperiale steunpunten.
Het hellenisme maakt gaandeweg komaf met de externe autonomie van de steden ten voordele van echte, zo mogelijk imperiale staten.
Nadat christelijk Europa geheel aan de greep van keizerlijk Rome en Byzantium was ontsnapt, zouden sommige zeevarende naties opnieuw gaan koloniseren. Vooral de dogenstaten Genua en Venetië bouwden sinds de volle middeleeuwen mediterrane mini-imperia op, waarvan de kolonies doorgaans geheel afhankelijk bleven. 
Naar de renaissance toe begonnen Portugal en later diverse andere Europese staten aan overwegend overzeese kolonisatie naar alle bekende continenten, waarbij lippendienst werd bewezen aan kerstening en beschaving van de 'wilde heidenen', maar meestal in de praktijk een zo streng mogelijke controle en exploitatie ten haast eenzijdige voordele van het moederland werd ingesteld.
Na de opgang van Verlichting en democratisering in de moederlanden wijzigde de werkelijke verhouding zich weer, idealiter ten gunste van voorbereiding op mogelijk (groter) zelfstandigheid. Dat onafhankelijkheid meestal toch niet beoogd werd, blijkt al uit de instelling door de Volkerenbond van mandaatgebieden na de Eerste Wereldoorlog, opgevolgd door trustgebieden na de Tweede, die formeel aan de overwinnaars werden toevertrouwd om de oud-kolonies (en bij uitbreiding afgescheurde gebiedsdelen, vooral uit het Ottomaanse rijk) van de verliezers klaar te stomen voor onafhankelijkheid, waar ze meestal verdacht weinig haast mee maakten.